# HTC HD2
Ne doit pas être confondu avec HTC Touch HD.
Le HTC HD2 ou HTC Leo est un smartphone à écran tactile, conçu par HTC. Il est le successeur du HTC Touch HD dont il reprend quelques caractéristiques et l'ergonomie générale. Il est connu pour être le smartphone pouvant être utilisé sur le plus d'OS : Windows Mobile (original), Android (jusqu'à la version 7), Ubuntu, MeeGo, toutes les versions Windows Phone 7 y compris Windows Phone 7.8, Windows Phone 8, Windows 95, Windows 98, Windows XP, Windows RT et Firefox OS.
Il est suivi par le HTC HD7.

## Caractéristiques
Le HTC HD2 a un design comparable aux smartphones tactiles à la différence près que son grand écran capacitif multipoint occupe quasiment toute la surface, le bas étant réservé à 5 boutons. Il est animé par un processeur Snapdragon cadencé à 1,2 GHz, mais bridé à 1 GHz. Il possède une mémoire interne de 512 Mo mais un emplacement pour carte MicroSD permet d'ajouter jusqu'à 32 Go de mémoire. Il dispose de 576 Mo de RAM bridée à 448 Mo sur la plupart des modèles européens.
Il se connecte aux réseaux 3G+ HSDPA avec un débit maximal de 7,2 Mbts/s. 
Le HD2 est également équipé d'un appareil photo de 5 Mpx avec autofocus et flash à double LED, mais aussi d'une puce GPS. Il dispose aussi d'un capteur de luminosité pour s'adapter à l'éclairage ambiant, ainsi qu'un capteur de proximité pour désactiver l'écran tactile lors d'un appel afin d'éviter les fausses manipulations.
Ce smartphone sous Windows Mobile 6.5 utilise Opera comme navigateur par défaut, acceptant la technologie Flash et le pincement de doigt pour zoomer ou dézoomer ("pinch to zoom"). Il peut accéder au Windows Marketplace for Mobile (en) afin de télécharger des nouvelles applications en plus de celles déjà disponibles. L'interface HTC Sense permet de disposer de nouveaux menus (comme Twitter, Facebook, Youtube...). 
Il est également possible de le transformer en point d'accès Wi-Fi.

## Autres paramètres
- À noter que par défaut ce mobile ne peut utiliser que les réseaux Wi-Fi aux normes B et G mais qu'un paramètre permet de lui faire utiliser les réseaux Wi-Fi 802.11N, plus rapides ;
- Malgré un support de lecteur Micro SD limité aux cartes SDHC, il est possible d'utiliser des cartes mémoires SDXC de plus de 32 Go en formatant au préalable ces dernières en Fat32 pour qu'elles soient reconnues par le téléphone ;
- Le téléphone ne propose pas de reconnaissance vocale par défaut mais il est possible de l'ajouter avec une application;
- Il était aussi le seul smartphone Windows Mobile multitouch sur le marché;
- Il possède la même configuration matérielle que le HTC HD7. Microsoft a par contre interdit la mise à jour vers Windows Phone 7 (prétextant le manque des boutons appareil photo et recherche) ;
- Un portage d'Android sur le HD2 est possible[1] ;
- Un portage de Windows Phone 7 sur le HD2 est possible[2].
- Un portage de Firefox OS sur le HD2 est possible ;
- Un portage de Windows Phone 8 et Windows RT est possible, mais non rendu public par le développeur du portage.

Le HD2 est un téléphone très prisé par la clientèle technophile et une importante communauté s'est constituée autour de cet appareil, comme en témoigne le forum XDA developers très actif. C'est entre autres grâce à cette communauté que sont nés des portages convaincants et parfaitement fonctionnels de Windows Phone 7 et d'Android. Le HD2 profite de ROMs officieuses fluides basées sur la version Jelly Bean (4.1 à 4.3) et de ROMs basées sur les versions KitKat, Lollipop et Marshmallow (4.4, 5, 6 et 7) d'Android alors que de nombreux smartphones sous Android n'ont pas encore reçu de mises à jour officielles ou non.